# ノーフォーク・タイズ
ノーフォーク・タイズ (Norfolk Tides) は、アメリカ合衆国バージニア州ノーフォークに本拠地をおくマイナーリーグAAA級のプロ野球チーム。インターナショナルリーグに所属しており、MLB・ボルチモア・オリオールズの傘下チームとして活動している。本拠地球場はハーバー・パーク。

## 歴史
1969年から2006年まで38年間にわたってニューヨーク・メッツ傘下だったが、2007年からオリオールズ傘下となった。
メッツ傘下時には、若菜嘉晴、新庄剛志、高津臣吾、石井一久、入来祐作らが所属していた。また1994年にはボビー・バレンタインが監督を務めた。

## 選手名鑑

### 現役選手
| 投手 - 47 キーガン・アキン (Keegan Akin)*# - 37 ジャスティン・アームブルースター (Justin Armbruester) - 54 マット・ボウマン (Matt Bowman) - 14 カイル・ブレノビッチ (Kyle Brnovich) - 52 ルイス・F・カスティーヨ (Luis F. Castillo) - 26 ロアンシー・コントレラス (Roansy Contreras) - 48 ホセ・エスパーダ (José Espada) - 32 キャメロン・フォスター (Cameron Foster) - 35 キーガン・ギリーズ (Keagan Gillies) - 37 プレストン・ジョンソン (Preston Johnson) - 35 ロドルフォ・マルティネス (Rodolfo Martinez) - 10 チェイス・マクダーモット (Chayce McDermott)* - 34 ビニー・ニットーリ (Vinny Nittoli) - 38 シオネル・ペレス (Cionél Perez) - 1 ケイド・ポビッチ (Cade Povich)*# - 44 エルビン・ロドリゲス（Elvin Rodríguez)* - 43 ヒューストン・ロス（Houston Roth) - 18 リーバイ・スタウト（Levi Stoudt) - -- カルロス・タベラ（Carlos Tavera) - 12 タデウス・ウォード（Thaddeus Ward) - 50 ネイト・ウェブ（Nate Webb) - 28 キャメロン・ウェストン（Cameron Weston) | 投手 - 47 キーガン・アキン (Keegan Akin)*# - 37 ジャスティン・アームブルースター (Justin Armbruester) - 54 マット・ボウマン (Matt Bowman) - 14 カイル・ブレノビッチ (Kyle Brnovich) - 52 ルイス・F・カスティーヨ (Luis F. Castillo) - 26 ロアンシー・コントレラス (Roansy Contreras) - 48 ホセ・エスパーダ (José Espada) - 32 キャメロン・フォスター (Cameron Foster) - 35 キーガン・ギリーズ (Keagan Gillies) - 37 プレストン・ジョンソン (Preston Johnson) - 35 ロドルフォ・マルティネス (Rodolfo Martinez) - 10 チェイス・マクダーモット (Chayce McDermott)* - 34 ビニー・ニットーリ (Vinny Nittoli) - 38 シオネル・ペレス (Cionél Perez) - 1 ケイド・ポビッチ (Cade Povich)*# - 44 エルビン・ロドリゲス（Elvin Rodríguez)* - 43 ヒューストン・ロス（Houston Roth) - 18 リーバイ・スタウト（Levi Stoudt) - -- カルロス・タベラ（Carlos Tavera) - 12 タデウス・ウォード（Thaddeus Ward) - 50 ネイト・ウェブ（Nate Webb) - 28 キャメロン・ウェストン（Cameron Weston) | 捕手 - 9 サイラス・アードウェイ（Silas Ardoin) - 16 デビッド・バニュエロス（David Bañuelos) - 29 サミュエル・バサヨ（Samuel Basallo) - 36 アドリー・ラッチマン（Adley Rutschman)*# 内野手 - 7 ホセ・バレロ（Jose Barrero) - 24 TT・ボウエンズ（TT Bowens) - 6 ジェレマイア・ジャクソン（Jeremiah Jackson)* - 2 ビマエル・マシン（Vimael Machín) - 30 ライアン・マウントキャッスル（Ryan Mountcastle)*# - 25 エマヌエル・リベラ（Emmanuel Rivera) - 3 リバン・ソト（Liván Soto) - 5 テリン・バブラ（Terrin Vavra) - 15 ルイス・バスケス（Luis Vázquez)* 外野手 - 11 ジョーディン・アダムス（Jordyn Adams) - 17 ディラン・ビーバーズ（Dylan Beavers) - 4 ジャド・ファビアン（Jud Fabian) - 21 ハドソン・ハスキン（Hudson Haskin) - 13 ヘストン・カースタッド（Heston Kjerstad)* | 捕手 - 9 サイラス・アードウェイ（Silas Ardoin) - 16 デビッド・バニュエロス（David Bañuelos) - 29 サミュエル・バサヨ（Samuel Basallo) - 36 アドリー・ラッチマン（Adley Rutschman)*# 内野手 - 7 ホセ・バレロ（Jose Barrero) - 24 TT・ボウエンズ（TT Bowens) - 6 ジェレマイア・ジャクソン（Jeremiah Jackson)* - 2 ビマエル・マシン（Vimael Machín) - 30 ライアン・マウントキャッスル（Ryan Mountcastle)*# - 25 エマヌエル・リベラ（Emmanuel Rivera) - 3 リバン・ソト（Liván Soto) - 5 テリン・バブラ（Terrin Vavra) - 15 ルイス・バスケス（Luis Vázquez)* 外野手 - 11 ジョーディン・アダムス（Jordyn Adams) - 17 ディラン・ビーバーズ（Dylan Beavers) - 4 ジャド・ファビアン（Jud Fabian) - 21 ハドソン・ハスキン（Hudson Haskin) - 13 ヘストン・カースタッド（Heston Kjerstad)* |
| * 40人ロースター # リハビリ登録 2025年7月28日更新 [公式サイト(英語)より：ロースター 選手の移籍・故障情報] | | | |

### 主な過去所属選手
- マーク・ミムズ
- レイ・オルドニェス
- マイク・フィアリー
- ロベルト・ペタジーニ
- ジェイソン・ハートキー
- 柏田貴史
- テレンス・ロング
- マイク・キンケード
- ティモ・ペレス
- スティーブ・トラクセル
- 新庄剛志
- ジェロッド・リガン
- ディッキー・ゴンザレス
- 小宮山悟
- タイ・ウィギントン
- ヒース・ベル
- ジェフ・ケッピンジャー
- クレイグ・ブラゼル
- デビッド・ライト
- マイク・ペルフリー
- 入来祐作
- ラスティングス・ミレッジ
- ヘイデン・ペン
- ギャレット・オルソン
- ジョン・レスター
- エステバン・ジャン
- ルイス・テレーロ
- ジム・ミラー
- エイダー・トーレス
- ジェフ・フィオレンティーノ
- デニス・サファテ
- キャム・ミコライオ
- クリス・ティルマン
- ブライアン・マティス
- ノーラン・ライモルド
- マット・ウィータース
- ジェイク・アリエータ
- ダニエル・フィゲロア
- ロバート・アンディーノ
- ジェレミー・アッカード
- 田中良平
- ブラッド・バーゲセン
- ジェイソン・バーケン
- ルー・フォード
- ライアン・フラハーティ
- ヘンリー・ウルティア
- ジョナサン・スコープ
- 若菜嘉晴
- 和田毅
- ジェマイル・ウィークス